# Carl Gustaf Lindblom
Carl Gustaf Samuel Lindblom, född 2 juni 1873 i Habo socken, död 17 juli 1947 i Stockholm, var en svensk industriman och ingenjör.
Carl Gustaf Lindblom var son till komministern Carl August Lindblom. Efter mogenhetsexamen vid Skara högre allmänna läroverk 1892 blev han elev vid Chalmers tekniska läroanstalt och utexaminerades från dess fackavdelning för mekanik och maskinlära 1895. Åren 1895–1896 arbetade Lindblom vid Nydqvist & Holms verkstäder i Trollhättan och anställdes därefter vid AB de Lavals Ångturbin i Järla. Han sändes 1899 av Gustaf de Laval till Ryssland där han blev chef för 1:tr Technisches Bureau W Levenson i Jekaterinoslav och utförde pumpstationer och ångturbinanläggningar runt om i Donetsbäckenet. Samtidigt var han 1901–1902 svenska statens handelsstipendiat i Ryssland. Lindblom blev 1902 teknisk representant för AB de Lavals Ångturbin och fungerade samtidigt som tekniskt representant för flera andra svenska och tyska företag som Friedrich Krupp AG. Han ledde bland annat byggnationen av bevattningsanläggningar för bomullsodlingar vid floden Kura. Lindblom stationerades 1908 som chefsingenjör och prokurist hos AB de Lavals Ångturbins ryska generalagent Technisches Bureau H Treeck i Sankt Petersburg under denna tid medverkade han vid byggnationer av vattenkraftverk, pumpanläggningar, samt bergverks-, nafta- och textilindustrianläggningar med mera. Han blev 1912 VD för AB Lux i Stockholm och satt kvar på posten till 1918 då bolaget uppgick i Elektrolux. Lindblom var samtidigt ledamot av styrelsen för Svenska Turbinfabriks AB Ljungström 1913–1915, VD för Svenska exportaktiebolaget och AB Handel och industri i Stockholm 1913–1918 samt blev 1917 ledamot av styrelsen för Skövde mekaniska stenhuggeri & kalkbruks AB (från 1943 Skövde gasbetong AB) och var ordförande i styrelsen 1919–1923 och 1936–1946. Åren 1918–1921 var han VD för AB Svenska Maskinverken och bedrev därefter enskild affärsverksamhet i Tyskland 1921–1923. Lindblom fungerade 1923–1928 som generalrepresentant i Ryssland en rad svenska företag bland andra AB de Lavals Ångturbin, Karlstads Mekaniska Verkstad och Ackumulator AB Jungner. Återkommen till Sverige arbetade han 1929–1946 som konsulterande ingenjör vid Ackumulator AB Jungner i Stockholm.
Lindblom var även vice ordförande i Svenska uppfinnarföreningen 1932–1946, ledamot av styrelsen för Svenska föreningen för industriellt rättsskydd 1932–1946, ordförande i styrelsen för Svenska uppfinnarkontoret 1934–1937 och i styrelsen för AB Rockwool i Skövde 1937–1946, samt ledamot av styrelsen för AB Industricentralen i Stockholm 1941–1946. Han är begravd på Norra begravningsplatsen utanför Stockholm.